# Adenocarpus viscosus
Adenocarpus viscosus là một loài thực vật có hoa trong họ Đậu. Loài này được (Willd.) Webb & Berthel. miêu tả khoa học đầu tiên.

## Hình ảnh

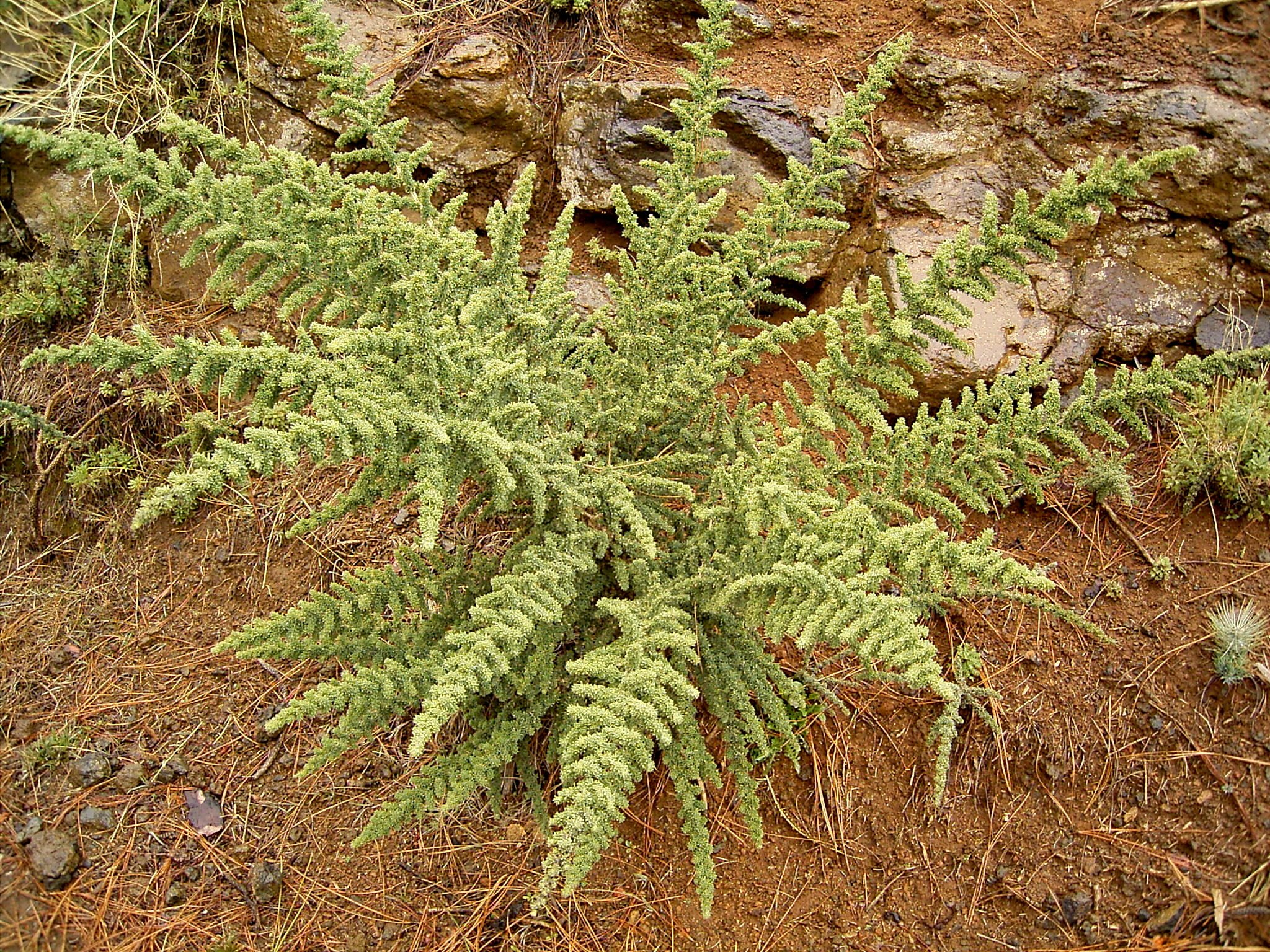
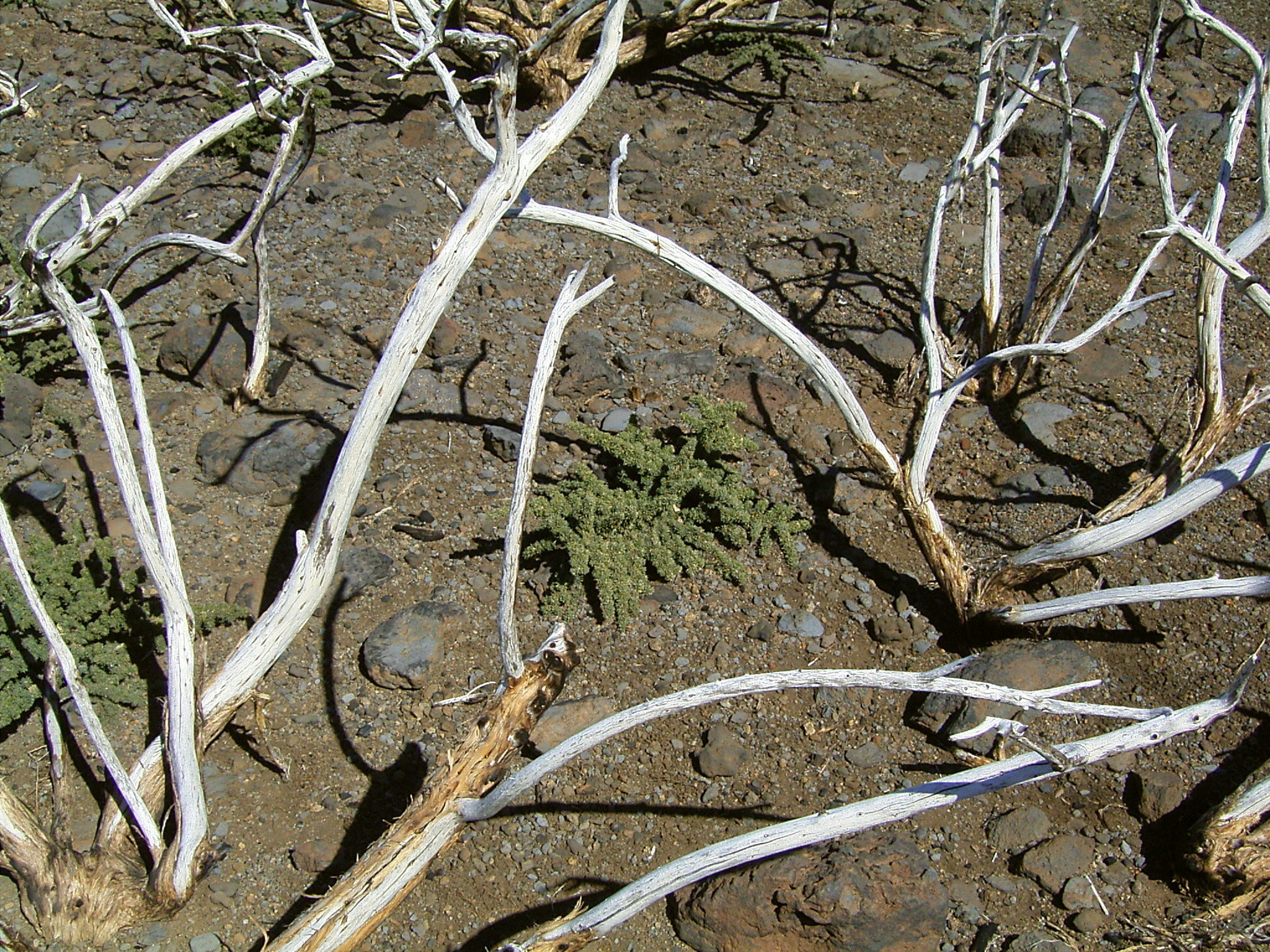
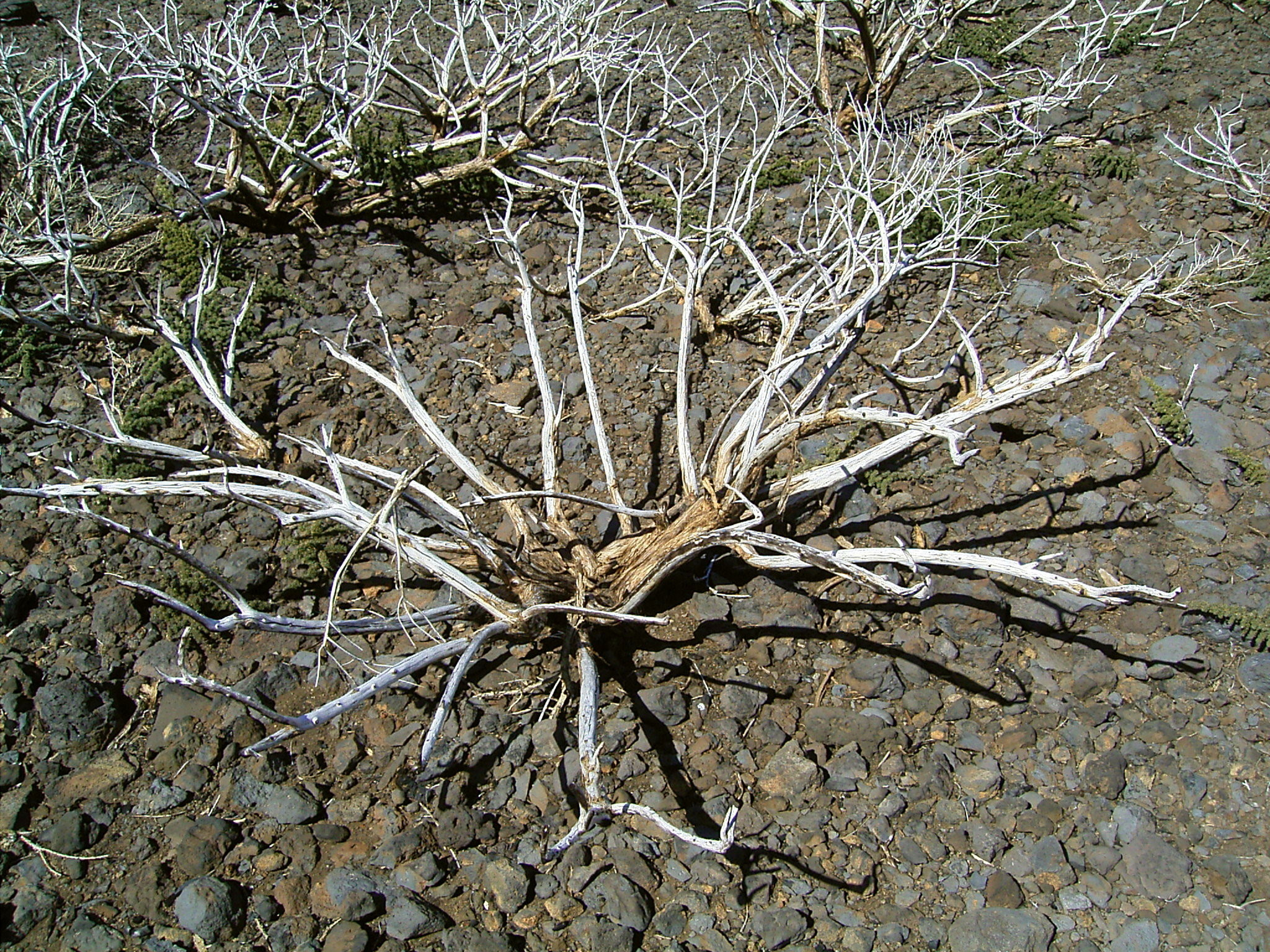
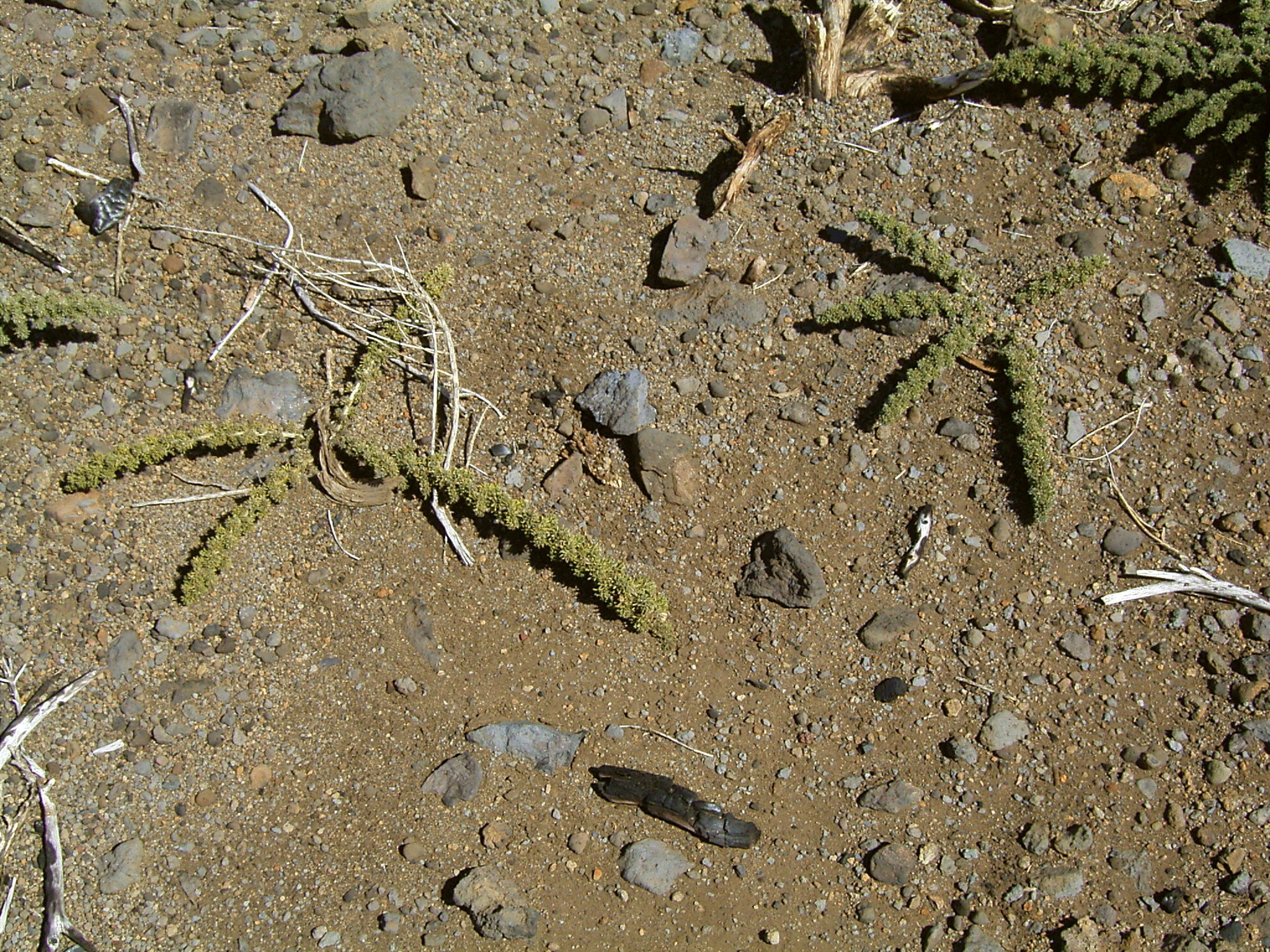